# التعليم في بدايات إسكتلندا الحديثة

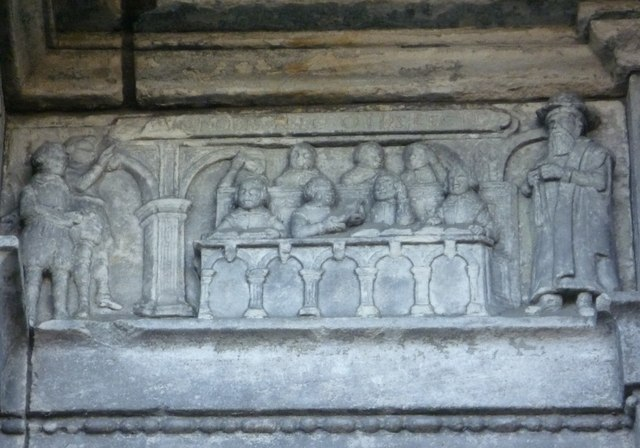

شمل التعليم في بدايات اسكتلندا الحديثة جميع أشكال التعليم داخل حدود اسكتلندا الحديثة، في الفترة بين نهاية العصور الوسطى في أواخر القرن الخامس عشر وبدايات عصر التنوير في منتصف القرن الثامن عشر. بحلول القرن السادس عشر، أُنشئت في اسكتلندا مؤسسات تعليمية رسمية مثل مدارس القواعد والمدارس الصغيرة ومدارس الخياطة للإناث، بينما كان أولاد النبلاء يدرسون في كثير من الأحيان تحت إشراف مدرّسين خاصين. امتلكت اسكتلندا ثلاث جامعات، ولكن المنهج كان محدودًا وتعيّن على الباحثين الاسكتلنديين السفر إلى الخارج للحصول على شهادات الدراسات العليا. كانت هذه الاتصالات واحدة من أهم الطرق التي تسرّبت من خلالها الأفكار الجديدة للإنسانية إلى الحياة الفكرية الاسكتلندية. تكلّل الاهتمام الإنساني بالتعليم واللغة اللاتينية بإصدار قانون التعليم لعام 1496.
بعد الإصلاح، أصبح الاهتمام الإنساني بالتعليم جزءًا من برنامج التعليم الديني، وحاولوا إنشاء نظام لمدارس الأبرشية تحت إدارة كنيسة اسكتلندا (كيرك). أُنشئت جامعة جديدة في إدنبرة وخضعت الجامعات الحالية لسلسلة من الإصلاحات المرتبطة بأندرو ميلفيل، التي أعادت تنشيطها وجعلتها ترتقي لمعايير المعرفة الإنسانية وطرائق التدريس في المؤسسات في الأماكن الأخرى. في القرن السابع عشر، عُقدت محاولات لتنظيم وتمويل نظام مدارس الأبرشية والتوسع الناجح للنظام الجامعي. بحلول أوائل القرن الثامن عشر، كانت شبكة مدارس الأبرشية قد اكتملت بشكل معقول في المنخفضات، ولكنها كانت محدودة في المرتفعات حيث استكملتها جمعية تعزيز المعرفة المسيحية. بدأت اسكتلندا بجني فوائد نظامها الجامعي بظهور أوائل شخصيات التنوير الرئيسية بمن فيهم فرانسيس هاتشسون وكولين ماكلورين وديفيد هيوم.

## الخلفية

### التعليم في المدارس
تُعدّ المصادر الناجية التي تشير إلى التعليم في اسكتلندا في العصور الوسطى محدودة للغاية. خارج المراجع العرضية في الوثائق المعنية بالمسائل الأخرى، بلغت المصادر عددًا قليلًا من سجلات البلدات وسجلات الأديرة والأسقفية. في المرتفعات، توجد مؤشرات على وجود نظام لتعليم اللغة الغيلية يرتبط بمهن الشعر والطب، والمعلم (ferleyn) الذي ربما درّس اللاهوت والفنون، ورئيس المدارس (rex scholarum) الأقل مرتبة، لكن الأدلة على وجود التعليم الرسمي اقتصرت إلى حدٍّ كبير على أسماء الأماكن فقط. بحلول نهاية العصور الوسطى، كانت في معظم الكنائس الكبيرة مدارس غناء مفتوحة لجميع الذكور. أما مدارس القواعد، التي كانت قائمة على تدريس قواعد اللغة اللاتينية للذكور، أمكن العثور عليها في جميع البلدات الاسكتلندية الرئيسية وبعض المدن الصغيرة. ربما كانت الخدمات التعليمية متوفرة بشكل أفضل في المدن؛ في المناطق الريفية، قدّمت المدارس الصغيرة التعليم الابتدائي. استهدفت المدارس الذكور بشكل حصريٍّ تقريبًا، ولكن بحلول نهاية القرن الخامس عشر، امتلكت إدنبرة أيضًا مدارس للإناث. سُمّيت هذه المدارس أحيانًا «مدارس الخياطة» ويشير اسمها على الأرجح إلى إحدى وظائفها الرئيسية، على الرغم من أنها قد تدرّس القراءة أيضًا، وتديرها عادة نساء عاديات أو راهبات. جرى أيضًا تطوير التعليم الخاص لدى عائلات اللوردات والسكان الأثرياء. في بعض الأحيان، تطور التعليم الخاص إلى «مدارس منزلية» لبّت احتياجات الجيران المزارعين والأقارب، بالإضافة إلى أبناء أسرة الليرد. هناك أدلة وثائقية لوجود نحو 100 مدرسة من هذه الأنواع المختلفة قبل الإصلاح. تكلّل التركيز المتزايد على التعليم في أواخر العصور الوسطى بإصدار قانون التعليم لعام 1496، الذي نصّ على أن جميع أبناء البارونات وأصحاب العقارات الأثرياء يجب أن يلتحقوا بمدارس القواعد وأيّد الاهتمام الإنساني بتعلم «اللغة اللاتينية بإتقان». كل هذا أدى إلى زيادة الإلمام بالقراءة والكتابة، على الرغم من أنه تركّز إلى حد كبير بين النخبة من الذكور والأثرياء، بنسبة 60 في المئة تقريبًا من النبلاء الذين يعرفون القراءة والكتابة بحلول بداية القرن السادس عشر.

### الجامعات
منذ نهاية القرن الحادي عشر، أُنشئت الجامعات في جميع أنحاء أوروبا، وتطورت كمراكز شبه مستقلة للتعلم، وغالبًا ما درّست اللاهوت والرياضيات والقانون والطب. بحلول القرن الخامس عشر، تأثرت الجامعات تأثرًا شديدًا بالتفكير الإنساني ابتداءً من شمال إيطاليا، ما أدى إلى تشديد التركيز على المؤلفين الكلاسيكيين، والتشكيك في بعض القناعات المقبولة للتفكير الراسخ وتجلّى ذلك في تدريس مواد جديدة، لا سيما تدريسها باللغة اليونانية. في القرن الخامس عشر، أُنشئت الكليات الجامعية مثل كلية سانت جون في جامعة سانت أندروز (1418) وأُضيفت إليها كلية سانت سالفاتور في عام 1450. تأسست جامعة غلاسكو في عام 1451 وكلية الملك في أبردين في عام 1495. أُضيفت كلية سانت ليونارد إلى جامعة سانت أندروز في عام 1511. في البداية، صُمّمت الكليات لتدريب رجال الدين، ولكنها استُخدمت بشكل متزايد من قبل الرجال العاديين الذين بدؤوا مواجهة احتكار رجال الدين للمناصب الإدارية في الحكومة والقانون.
في هذه الفترة، وضعت الجامعات الاسكتلندية على نطاق واسع منهاجًا باللغة اللاتينية صُمّم لرجال الدين والمحامين المدنيين والكنسيين. لم تدرِّس الجامعات اللغة اليونانية التي كانت أساسية للمعرفة الإنسانية الجديدة، وركّزت على الميتافيزيقيا، ووضعت إيمانًا لا شك فيه في أعمال أرسطو، الذي جرى تحدي سلطته في عصر النهضة. ومنحت الجامعات الشهاداتِ الجامعية الأساسية فقط، إذ تعيّن على أولئك الذين يرغبون في الدراسة للحصول على الشهادات الأعلى، التي كانت شائعة بين العلماء الأوروبيين، الالتحاق بالجامعات في البلدان الأخرى. نتيجة لذلك، واصل عدد كبير من الاسكتلنديين دراستهم في أوروبا وفي الجامعات الإنجليزية. ساعد هذا الاتصال العالمي في دمج اسكتلندا بالعالم العلمي الأوروبي الأوسع، وكان من أهم الطرق التي ساهمت في تسريب الأفكار الجديدة للإنسانية إلى الحياة الفكرية الاسكتلندية. بحلول عام 1497، عاد الإنساني والمؤرخ هيكتور بويس، المولود في دندي والذي درس في باريس، ليصبح أول رئيس لجامعة أبردين الجديدة. من الشخصيات الرئيسية الأخرى أرشيبالد وايتلو، وهو مدرس في جامعة سانت أندروز وكولونيا، أصبح فيما بعد مدرّسًا خاصًا للشاب جيمس الثالث وشغل منصب السكرتير الملكي من عام 1462 إلى 1493.

## القرن السادس عشر

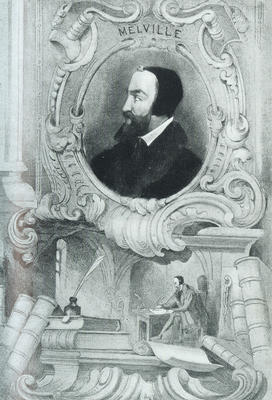
أندرو ميلفيل

### الإنسانية والبروتستانتية
بدأت القيم المدنية للإنسانية، التي شدّدت على أهمية النظام والأخلاق، بإحداث تأثير كبير في التعليم وأصبحت مهيمنة في الجامعات والمدارس بحلول نهاية القرن السادس عشر. جُدّدت كلية الملك في أبردين في عام 1515. ودرّست اللاهوت والقانون المدني والقانون الكنسي والطب بالإضافة إلى مناهج الفنون الأساسية. أسّس رئيس الأساقفة ألكساندر ستيوارت كلية سانت ليونارد في أبردين في عام 1511. قاد جون دوغلاس إعادة تأسيس كلية سانت جون التي أصبحت كلية سانت ماري في جامعة سانت أندروز في عام 1538، واعتُبرت أكاديمية إنسانية لتدريب رجال الدين، مع التركيز على دراسة الكتاب المقدس. كان روبرت ريد، رئيس دير كينلوس وأسقف أوركني لاحقًا، مسؤولًا في العشرينيات والثلاثينيات من القرن السادس عشر عن جلب الإنساني الإيطالي جيوفاني فيراريو للتدريس في دير كينلوس، حيث أسس مكتبة رائعة وكتب أعمالًا عن السيرة والتاريخ الإسكتلندي. لعب ريد أيضًا دورًا مهمًا في تنظيم المحاضرات العامة التي أقيمت في إدنبرة في الأربعينيات من القرن السادس عشر حول القانون واللغة اليونانية واللاتينية والفلسفة، تحت رعاية الملكة القرينة ماري من غيس. تطور الأمر لتظهر «كلية تونس» في المدينة، والتي أصبحت في نهاية المطاف جامعة إدنبرة.
في منتصف القرن السادس عشر، خضعت اسكتلندا للإصلاح البروتستانتي الذي رفض السلطة البابوية والعديد من جوانب اللاهوت والممارسة الكاثوليكية. نشأت كنيسة وطنية كالفينية في معظمها، عُرفت باسم كيرك، وكانت مشيخية بقوة في تطلعاتها، إذ حدّت بشكل كبير من سلطات الأساقفة، على الرغم من عدم إبطالها في البداية. منح هذا سلطة كبيرة داخل كنيسة كيرك الجديدة لليردات المحليين الذين تحكّموا في أغلب الأحيان في تعيين رجال الدين ولعبوا دورًا مهمًا في إنشاء المدارس وتمويلها. كان هناك أيضًا انتقال من التركيز على الطقوس إلى التركيز على الكلمة، إذ أصبح الكتاب المقدس، والقدرة على قراءته، أمرًا أساسيًا في الدين الإسكتلندي.